# Hachim Arcia
Hachim Arcia (* 8. Oktober 1988 in Laventille), mit vollständigen Namen Hachim Kareem Ricardo Arcia, ist ein Fußballspieler aus Trinidad und Tobago.

## Karriere

### Verein
Hachim Arcia stand bis 2008 beim Ma Pau Stars SC unter Vertrag. Der Verein spielte in der ersten Liga, der TT Pro League. 2009 wechselte er zum Ligakonkurrenten St. Ann’s Rangers. Mitte 2010 unterschrieb er einen Vertrag beim ebenfalls in der ersten Liga spielenden W Connection. Mit W Connection wurde er 2012 und 2014 Meister. Hier spielte er bis Mitte 2015. Defence Force FC, ebenfalls ein Erstligist, verpflichtete ihn Mitte 2015. 2020 feierte er mit Defence die Meisterschaft. Den Trinidad and Tobago Pro Bowl gewann er mit Defence 2016 und 2017.

### Nationalmannschaft
Hachim Arcia spielt seit 2012 für die Nationalmannschaft von Trinidad und Tobago. Sein Debüt in der Nationalmannschaft gab er am 14. November 2012 in einem Qualifikationsspiel für den Caribbean Cup gegen St. Vincent. Hier wurde er in der 68. Minute für Devorn Jorsling eingewechselt.

## Erfolge
W Connection
- TT Pro League: 2011/2012, 2013/2014

Defence Force FC
- TT Pro League: 2019/2020
- Trinidad and Tobago Pro Bowl: 2016, 2017